# 알렉산드르 레브자크
알렉산드르 보리소비치 레브자크(러시아어: Алекса́ндр Бори́сович Лебзя́к, 1969년 4월 15일~)는 러시아의 권투 선수, 지도자이다. 올림픽에 3회 출전하였으며, 2000년 하계 올림픽 남자 라이트헤비급에서 금메달을 획득했다. 

## 경력
소련 우크라이나 소비에트 사회주의 공화국의 도네츠크에서 태어났다. 1세 때 가족과 함께 마가단주의 부르칸디야로 이사를 갔으며, 그 곳에서 성장했다. 유년 시절부터 바실리 데니센코의 지도로 권투를 시작했으며, 1985년에 마가단주 체육학교에 입학하면서 겐나디 리지코프의 지도를 받았다.
1987년 소련 주니어 국가대표로 발탁되었으며, 같은 해 7월에 쿠바의 아바나에서 열린 1987년 세계 주니어 선수권 대회에서 우승을 차지했다. 1988년에는 소련 국가대표로 발탁되었으며, 그 해 3월에 대한민국 서울에서 열린 프레 올림픽 라이트미들급에 참가하면서 성인 국제 대회에 처음으로 출전했다. 그는 대한민국의 유창현에게 첫 경기에서 패했다. 이후 1990년 8월 미국 시애틀에서 열린 1990년 굿윌 게임에서 라이트미들급 부문 동메달을 획득했고, 1991년 5월에는 스웨덴 예테보리에서 열린 1991년 유럽 선수권 대회에서 폴란드의 로베르트 부다와 함께 독일의 스벤 오트케와 체코슬로바키아의 미할 프라네크의 뒤를 이어 미들급 동메달을 획득했다. 같은 해 11월에는 오스트레일리아 시드니에서 열린 1991년 세계 선수권 대회 미들급 부문에서 이탈리아의 톰마소 루소의 뒤를 이어 은메달을 획득했다.
소련 해체 후에는 독립국가연합과 러시아 국가대표 선수로 활동했으며, 1992년 7월에 스페인 바르셀로나에서 열린 1992년 하계 올림픽 미들급에 출전하면서 처음으로 올림픽에 참가했다. 그는 첫 상대인 오스트레일리아의 저스탠 크로퍼드를 꺾었으나 다음 상대이자 이 대회에서 은메달을 획득하게 되는 미국의 크리스 버드에게 패하면서 탈락했다.
1993년 튀르키예의 부르사에서 열린 1993년 유럽 선수권 대회에서 독일의 오트케의 뒤를 이어 준우승을 차지했으며, 1994년에는 상트페테르부르크에서 열린 1994년 굿윌 게임에서 동메달을 획득했다. 1996년 7월에는 미국 애틀랜타에서 열린 1996년 하계 올림픽 미들급 경기에서 첫 상대인 자메이카의 로언 도널드슨를 꺾었으나, 1992년 올림픽에서 승리를 거둔 상대인 오스트레일리아의 크로퍼드에게 패하며 탈락했다. 이듬해인 1997년 부다페스트에서 열린 1997년 세계 선수권 대회 라이트헤비급 부문에서 프랑스의 프레데리크 세라를 누르고 우승을 차지했다. 
2000년 5월에는 핀란드 탐페레에서 열린 2000년 유럽 선수권 대회 라이트헤비급에서 루마니아의 클라우디오 르슈코를 꺾고 우승을 차지했다. 같은 해 9월에 오스트레일리아 시드니에서 열린 2000년 하계 올림픽 라이트헤비급에서 세네갈의 지브릴 팔, 오스트레일리아의 대니 그린, 프랑스의 존 도비, 우즈베키스탄의 세르게이 미하일로프를 차례로 꺾으며 결승전에 올랐다. 결승전에서는 체코의 루돌프 크라이와 대결하여 20-6으로 제압하며 금메달을 획득했다. 올림픽에서 우승한 후인 2001년에 프로 선수로 전향했으며, 같은 해 9월 21일 우즈베키스탄의 타슈켄트에서 열린 스테이시 굿슨과의 경기에서 승리했다. 이후 선수 생활을 마친 채 프로 1경기만 뛰고 은퇴했다.
은퇴 후에는 권투 지도자가 되었으며, 2002년부터 2004년까지 CSKA 모스크바 권투팀의 코치로 활동했다. 이후 2005년부터 2008년까지 러시아 국가대표팀 코치를 맡았으며, 2008년부터 다시 CSKA의 코치를 맡다가 2013년부터 러시아 국가대표팀 감독을 맡았다. 그러나 2016년 하계 올림픽 당시 러시아팀이 기대 이하의 성적을 거두자 경질되었다.